# Best Of (album Vanilla Ninja)
Best Of – album zespołu Vanilla Ninja wydany w 2005 roku. Podobnie jak płyta Silent Emotions nie jest zaliczany do prawidłowej dyskografii zespołu. Wydano z niego jedynie singel Megamix, który był zwieńczeniem współpracy z wytwórnią Bros Music. Na krążku, oprócz singlowych hitów, znajdują się również nagrania które nie zostały wybrane na singel z danego albumu.

## Lista utworów
1. Tough enough
2. Don't go too fast
3. When the indians cry
4. Blue tattoo
5. Cool vibes
6. My puzzle of dreams
7. Never gotta know
8. Traces of sadness
9. Liar
10. Don't you realize
11. Corner of my mind
12. I know
13. Destroyed by you
14. Tough enough (Extended version)
15. Blue tattoo (Extended version)
16. Megamix (Extended version)